# Djibouti i olympiska sommarspelen 1992
Djibouti deltog i de olympiska sommarspelen 1992 med en trupp, men ingen av landets deltagare erövrade någon medalj.

## Friidrott
Herrarnas 5 000 meter
- Moussa Awaleh Souleiman
  - Heat — 14:28,77 (→ gick inte vidare)

Herrarnas 10 000 meter
- Omar Daher Gadid
  - Heat — 30:32,89 (→ gick inte vidare)

Herrarnas maraton
- Ahmed Salah — 2:19,04 (→ 30:e plats)
- Omar Abdillahi Talan — fullföljde inte (→ ingen placering)

## Segling
Herrar
| Plac. | Styrman (land)  | Gren    | Lopp I | Lopp I | Lopp II | Lopp II | Lopp III | Lopp III | Lopp IV | Lopp IV | Lopp V | Lopp V | Lopp VI | Lopp VI | Lopp VII | Lopp VII | Lopp VIII | Lopp VIII | Lopp IX | Lopp IX | Lopp X | Lopp X | Total- poäng | Totalt -1 |
| Plac. | Styrman (land)  | Gren    | Plac.  | Poäng  | Plac.   | Poäng   | Plac.    | Poäng    | Plac.   | Poäng   | Plac.  | Poäng  | Plac.   | Poäng   | Plac.    | Poäng    | Plac.     | Poäng     | Plac.   | Poäng   | Plac.  | Poäng  | Total- poäng | Totalt -1 |
| ----- | --------------- | ------- | ------ | ------ | ------- | ------- | -------- | -------- | ------- | ------- | ------ | ------ | ------- | ------- | -------- | -------- | --------- | --------- | ------- | ------- | ------ | ------ | ------------ | --------- |
| 39    | Robleh Ali Adou | Lechner | 32     | 38.0   | 40      | 46.0    | 38       | 44.0     | PMS     | 51.0    | 30     | 36.0   | 37      | 43.0    | 35       | 41.0     | 39        | 45.0      | 40      | 46.0    | 33     | 39.0   | 429.0        | 378.0     |